# روبنز دونيزيتي
روبنز دونيزيتي (بالإنجليزية: Rubens Donizete)‏ مواليد 14 أغسطس 1979 في البرازيل، هو دراج برازيلي. شارك في دورة الألعاب الأولمبية الصيفية.

## وصلات خارجية
- الموقع الرسمي

## روابط خارجية
- روبنز دونيزيتي على موقع أرشيف الدراجات (الإنجليزية)
- روبنز دونيزيتي على موقع أوليمبيديا (الإنجليزية)
- روبنز دونيزيتي على موقع اللجنة الأولمبية البرازيلية (البرتغالية)